# Bathyarca philippiana
Bathyarca philippiana ist eine Muschel-Art aus der Familie der Archenmuscheln (Arcidae) in der Ordnung Arcida.

## Merkmale
Das leicht ungleichklappige, mäßig aufgeblähte Gehäuse ist im Umriss gerundet länglich-trapezförmig und wird bis zu 10 mm lang (Nordsieck: L = 9,9 mm, H = 6,6 mm, D = 5 mm). Die linke Klappe ist etwas größer als die rechte Klappe, letztere sitzt in der linken Klappe. Es ist ungleichseitig, die kräftigen Wirbel sitzen vor der Mittellinie (ungefähr bei einem Drittel vom Vorderende entfernt). Der hintere Gehäuseteil ist verlängert. Der Dorsalrand ist lang und gerade. Der Hinterrand ist breit gerundet, der Ventralrand gerade oder leicht gekrümmt mit einer leichten Byssusaussparung. Der Winkel zwischen Dorsalrand und Hinterrand ist etwas stumpfer als der Winkel des Dorsalrandes mit dem Vorderrand. Der Vorderrand ist weit gerundet, der Hinterrand ist engeser gerundet. Das Dorsalfeld ist schmal und flach. Das vordere Gehäusefeld weist einen flachen Sinus auf, der sich von den Wirbeln zum Ventralrand zieht und der in kleineren Gehäusen deutlicher ausgebildet ist.
Das Schloss ist taxodont, die mäßig gebogene Schlossplatte kräftig. Die außen zunächst großen Zähnchen werden zur Mitte hin kleiner. Im vorderen Teil sind bis zu acht leicht nach außen divergierende Zähnchen vorhanden, hinten sind es bis zu 14 Zähnchen (Nordsieck: vorne 5, hinten 10 Zähne). Zwischen den beiden Gruppen von Zähnchen ist kein oder nur ein sehr kleiner glatter Bereich vorhanden. Das duplivinculare Ligament erstreckt sich in winkligen Bändern über das Dorsalfeld. Die Winkel bilden sich vom hinteren Zeil des Dorsalfeldes. Die zwei Schließmuskeln sind ungleich groß, der vordere Schließmuskel hat nur etwa zwei Drittel der Größe des hinteren Schließmuskels.
Die weißliche Schale ist dünn und durchscheinend, aber nicht zerbrechlich. Die Ornamentierung besteht aus zahlreichen feinen, radialen Rippen, die durch Wachstumsstopps unterbrochen sind. Die Rippen sind mit kurzen, dünnen Schuppen besetzt, die im hinteren Gehäusefeld am kräftigsten ausgebildet sind. Sie sind jedoch meist abradiert, am ehesten noch an den Gehäuserändern erhalten. Wenn die Schuppen abgerieben sind erscheinen die Rippen knotig. Sie kreuzen sich mit kräftigen Anwachsstreifen. Der innere Gehäuserand der größeren linken Klappen ist schwach gekerbt, der innere Gehäuserand der rechten Klappe ist glatt. Das Periostracum ist zu strohfarbenen Borsten ausgezogen, die oft in Reihen angeordnet sind, besonders am Hinter- und Vorderende.

## Geographische Verbreitung, Lebensweise und Lebensraum
Das Verbreitungsgebiet der Art erstreckt sich im Westatlantik von der Arktis bis in der Golf von Mexiko. Im Ostatlantik zieht sich das Verbreitungsgebiet bis zur Iberischen Halbinsel und Nordafrika, und in das Mittelmeer hinein. Die Art kommt auch in den Gewässern um die Azoren vor.
Sie lebt meist in etwas tieferem Wasser von 54 m bis in 1385 m Wassertiefe, in der Ägäis von 134 m bis 755 m Wassertiefe.

## Taxonomie
Die Art wurde 1844 von Rudolph Amandus Philippi als Arca obliqua begründet. Der Name ist jedoch durch Arca obliqua Portlock, 1840 präokkupiert. 1848 wurde der Name durch Pierre-Henri Nyst mit Arca philippiana ersetzt.

## Belege

### Online
- Marine Bivalve Shells of the British Isles: Bathyarca philippiana (Nyst, 1848) (Website des National Museum Wales, Department of Natural Sciences, Cardiff)

## Anmerkung
1. ↑  Entgegen der Angabe in MolluscaBase vermerkte Pierre-Henri Nyst auf S. 50 (hier Arca obliqua Philippi) und S. 53 (hier Arca philippiana) nicht, dass es sich um einen Ersatznamen handelt.